# Château de l'Islette
Le château de l'Islette est un château du XVIe siècle situé à Azay-le-Rideau en Indre-et-Loire, à deux kilomètres à l'ouest d'Azay-le-Rideau. Cet édifice est l'un des monuments de style Renaissance qui sont connus sous l'appellation générique des « châteaux de la Loire ».

## Localisation
Le domaine du château de l'Islette est traversé par le cours de l'Indre, qui fait office de frontière naturelle entre deux communes de l'Indre-et-Loire, Azay-le-Rideau sur la rive droite et Cheillé sur la rive gauche. Le portail d'entrée du domaine est situé sur la rive droite alors que le monument en lui-même est situé sur la rive opposée, ce qui fait que l'adresse postale du château est trompeuse quant à sa localisation exacte : il se trouve sur la commune de Cheillé, mais son adresse est à Azay-le-Rideau, au 9, route de Langeais.

## Histoire
En 1295, le fief de l'Islette, dépendant de l'Île-Bouchard, est une possession du bailli de Touraine, Jean Pannetier. 
De 1350 à 1650, le domaine est la propriété de la famille de Maillé, issue de la grande noblesse tourangelle (branche de L'Islette, fondée au XIVe siècle par Guy, dernier fils de Hardouin VI de Maillé et Jeanne de Montbazon), dont l'un des représentants, René († 1531), est le commanditaire de la construction du château actuel dans les années 1520, achevé vers 1530. 
L'épouse de Charles II de Maillé (+ 1628 ; arrière-petit-fils de René), marquis de Kerman (ou Carman), Charlotte d'Escoubleau de Sourdis (+ 1644 ; fille de René Ier d'Escoubleau de Sourdis, marquis de Sourdis), dame d'Houillères, fut une des dames d'honneur de la reine Catherine de Médicis.
Il s’agit sans doute à l’origine d’un moulin banal où chaque paysan doit venir moudre son blé moyennant une redevance au seigneur. 
Le porche en pierre, cantonné de deux pavillons carrés, par lequel on pénètre à l'Islette, porte la date de 1638. 
Le château passe ensuite dans les familles des Tiercelin d'Appelvoisin et des Barjot, chevaliers puis marquis de Roncé, par le mariage le 2/06/1706 à Vouneuil-sur-Vienne (86) de Marie-Anne Tiercelin d'Appelvoisin (fille de Charles, marquis de la Roche-du-Maine, et de Marie-Anne de Maillé, dame de l'Islette, elle-même petite-fille de Charles II de Maillé et Charlotte d'Escoubleau), avec son grand-cousin le comte Alexis-Charles Barjot de Roncé (1667-1708), seigneur de l'Islette, fils de René Barjot de Roncé(e), marquis de Moussy, et de Charlotte de Maillé (fille de Charles de Maillé et Charlotte d'Escoubleau),. Alexis-Charles était l'oncle d'Alexis Barjot-Moussy de Cravant.  
Le couple eut deux filles, Marie-Anne et Charlotte, décédées apparemment célibataires respectivement en  1762 et en 1761. En juillet 1769, Beaumarchais écrit à sa femme, depuis Rivarennes : « À travers les arbres dans le lointain, je vois le cours tortueux de l’Indre et un château antique flanqué de tourelles qui appartient à ma voisine Mme de Roncée. »
Lorsque la Révolution française de 1789 éclate, son propriétaire est Charles Gabriel Tiercelin d’Appelvoisin, député aux États généraux de 1789 qui est guillotiné en 1793 ou 1794,.
Vendu sous le Ier Empire, le château connaît plusieurs propriétaires au cours du XIXe siècle, notamment Jean-Baptiste Dupuy, qui est l'auteur d'un certain nombre de rénovations et modifications de l'intérieur comme de l'extérieur du château, au début du XIXe siècle. 
Vers 1830-1840 Dupuy fait supprimer les gables des fenêtres du dernier étage et tronquer les toits pointus des deux tours ; il fait combler et recouvrir de gravier les douves qui entouraient le château (et qui ainsi en faisaient une petite île sur l'Indre, qui a probablement donné le nom d'Islette) ; il fait placer sur le manteau de la cheminée de la grande salle du premier étage son propre blason de son invention, sur lequel figure entre autres un puits, en rapport avec son patronyme ; il est probable que la motivation majeure de Dupuy, qualifié de "forte personnalité", au cours de ces travaux, ait été de laisser son empreinte sur ce lieu historique et prestigieux.
Le décor intérieur du château fait l’objet d’un classement au titre des monuments historiques depuis le 15 novembre 1946.
Érigé au bord de l'Indre (l'un des affluents de la Loire), il est souvent comparé avec son célèbre voisin, le château d'Azay-le-Rideau. Son histoire est notamment marquée par des séjours répétés de Camille Claudel et d'Auguste Rodin, qui  louèrent le château au cours des étés 1890, 1891 et 1892 pour y travailler et y vivre intimement leur relation amoureuse.

## Description

### Extérieur du château
Le château de l'Islette se caractérise par son long corps de logis rectangulaire à trois étages, flanqué de deux imposantes tours cylindriques au toit pointu. Par sa conception architecturale et sa situation parmi les eaux, il rappelle celui d’Azay-le-Rideau. La tradition veut d’ailleurs que les ouvriers d’Azay aient aussi construit l’Islette, au xvie siècle. 

On y retrouve le même double corps de moulures entre deux étages, des fenêtres à meneaux de mêmes proportions ornées d’une volute au centre du linteau, et enfin le même couronnement par un chemin de ronde sur mâchicoulis.

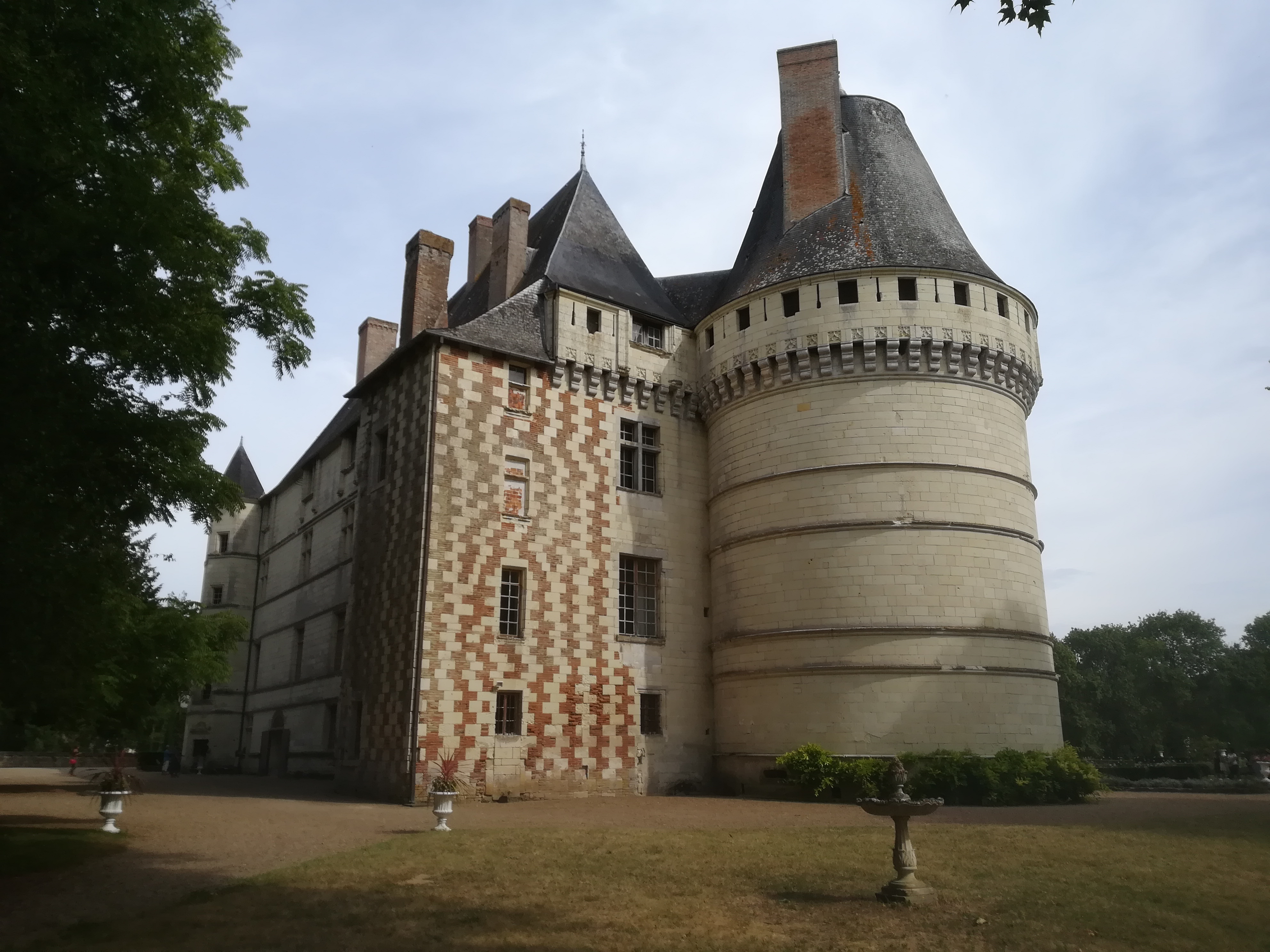
Le château vu depuis le nord-ouest. On peut observer l'aile brique et pierre, plus basse et plus ancienne que le reste de l'édifice.

La ressemblance avec le château d'Azay-le-Rideau était encore plus frappante avant qu’au début du xixe siècle les douves ne soient comblées, les gâbles des lucarnes rognés et les tours tronquées, donnant à l’édifice son aspect actuel.

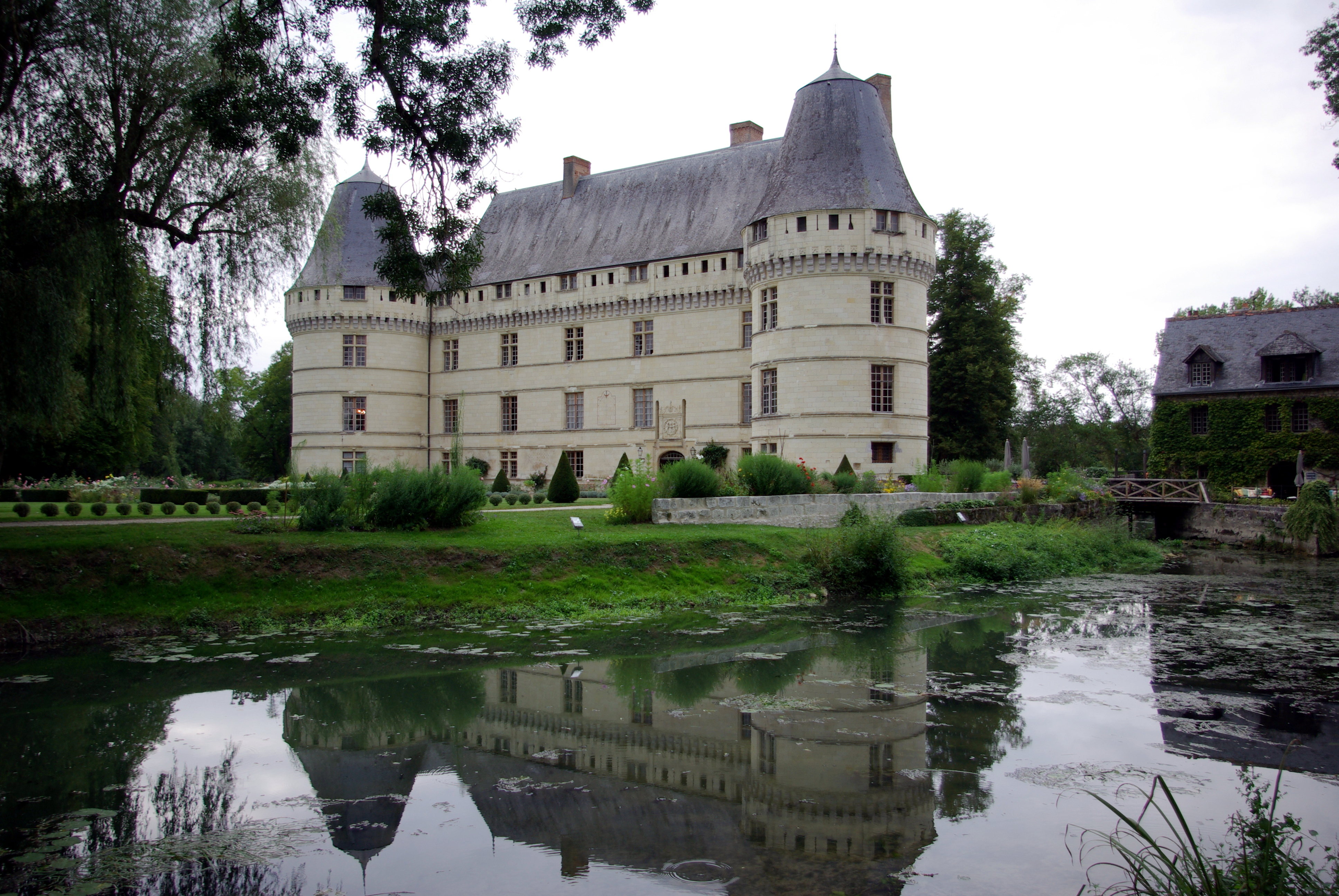
Le château de l'Islette vu depuis une petite île allongée sur l'Indre.

L'aile "brique et pierre » de la partie Nord du château est la partie la plus ancienne de l'édifice et remonte au xve siècle. Lors de la construction du monument subsistant de nos jours, à la Renaissance, existait en retour d'aile, en direction de la rivière, un ancien logis seigneurial : il n'en reste que cette partie qui faisait la jonction avec le nouveau château. Tout ce qui apparaît en briques uniquement correspondait à des parois intérieures, alors que les murs en briques et tuffeau constituaient les murs extérieurs. Cet ancien édifice était plus bas que le château actuel. On remarque sur cette partie ce qui était peut-être un conduit de cheminée, différentes ouvertures qui permettaient de communiquer et qui ont été bouchées, et la marque de la pente du toit.
La porte d’entrée principale, ancien pont-levis dont il subsiste les rainures, est surmontée d’un cartouche finement sculpté présentant le blason des Barjot de Roncé, accostés d'angelots (restaurés probablement au XIXe siècle) typiques du style Renaissance. 
À gauche de ce cartouche se trouve un cadran solaire datant de la seconde moitié du xviiie siècle. Son intérêt réside en particulier dans la courbe en 8 — une analemme — qui y est représentée en son milieu, et qui permet de marquer, à midi et selon l'emplacement de l'ombre, le décalage (jusqu'à 15 minutes) entre l'heure solaire vraie et l'heure solaire moyenne (correspondant à l'axe vertical du XII). Il y a également les signes du zodiaque, qui indiquent l'époque de l'année.

### Intérieur du château
Au rez-de-chaussée de la tour est, la chapelle à ogives laisse apparaître des peintures murales et une voûte colorée au lapis-lazuli avec semis d’étoiles. Peints vers la fin du xvie siècle ou au début du xviie siècle, les décors de la chapelle ont retrouvé leur éclat grâce à une restauration réalisée en 2012. Un faux parement pierre sur le mur en face de l'entrée et un petit triangle de faux parement brique — révélés par les travaux de restauration — sont des vestiges du premier décor, remontant au xve siècle ; cela implique que la chapelle préexistait au château.
Le hall d'entrée était à l'origine un point de passage obligé pour pénétrer dans le château par le pont-levis qui existait autrefois, et que les aménagements de Dupuy ont rendu superflu. On entre d'abord dans la salle des gardes, aujourd'hui dédiée à Camille Claudel et Auguste Rodin. Un large escalier en vis de pierre mène au premier, « l’étage noble ».
Un rare arbre généalogique peint en frise.
La pièce la plus intéressante du château est "la Grande Salle", qui fut autrefois nommée Salle Saint-Paul en raison d'un tableau représentant la conversion de Paul sur le chemin de Damas qui ornait auparavant la cheminée. Il a disparu depuis et a été remplacé par une Vierge à l'Enfant attribuée à l'école de Simon Vouet. Longue de 14 mètres, large de8 mètres et haute de 5 mètres, cette salle occupant le centre du premier étage, offre une remarquable décoration picturale du début du xviie siècle qui recouvre l’ensemble du plafond, les plinthes où sont représentés bouquets de fleurs élégants et paysages bucoliques, et la cheminée monumentale, surmontée d'une couronne de marquis, qui touche le plafond. 
En haut des murs se déroule une frise représentant les alliances des familles Maillé et Carman ; le 21 juillet 1654 à Paris, Charlotte de Maillé (avant le 2/06/1628 - 1701) dame de Saint-Nervin, en Bretagne, fille de Charles (+ 1628), marquis de Kerman, et de Charlotte d'Escoubleau (+ 1644), épousa René Barjot de Roncé (1631-1677), marquis de Moussy, fils du comte Léonor II Barjot de Roncé (+ 1644), conseiller du roi "en ses conseils d'Etat et privé", et de Léonore de Voyer de Paulmy (1614-1654). 
Cette longue généalogie peinte est  annoncée en haut à gauche de la cheminée par cette inscription : « Ici sont les alliances des sires de Carman depuis que François Léon, puîné du comte de Léon, épousa Béatrix, héritière de la maison de Carman, à la charge de prendre le nom et les armes de ladite maison, et eut en partage du dit seigneur de Léon, son frère, la seigneurie d’ici érigée en comté. »
L'église Saint-Vincent de Panzoult, commune où les Barjot de Roncé possédèrent du XVIIe siècle  à 1789 le château du Pressoir (XVIe siècle), a conservé une plaque de marbre noir et blanc comportant leur arbre généalogique et celui de leurs épouses de 1561 à 1763. 
Au-dessus de la cheminée de la grande salle se trouve un "intrus" parmi les blasons : celui de Jean-Baptiste Dupuy, propriétaire du château au début du XIXe siècle, qui a souhaité laisser ainsi sa marque au cœur même de l'édifice, avec un blason inventé de toutes pièces figurant notamment un puits, peut-être pour se rattacher à la tradition héraldique des "armes parlantes". 
Cette pièce spacieuse a pu servir d'atelier à Rodin et à Camille Claudel, dont l'œuvre Les Causeuses, une sculpture intimiste en bronze datée de 1896, est exposée près de la grande cheminée. Camille Claudel fait poser Marguerite Boyer, la petite-fille de la propriétaire du domaine, alors âgée de six ans, et la représente en buste qu'elle décline en plusieurs versions sous des titres divers comme La Petite Châtelaine, Contemplation, La Petite de d'Islette, Portrait d'une petite châtelaine,.
Au premier étage se trouvent également une cuisine dans la tour est, une petite salle à manger et plusieurs chambres, dont celle qu'a occupée Camille Claudel lors de ses séjours à l'Islette (dans la tour ouest) et une chambre d'enfants située dans la partie la plus ancienne du château, dont les murs sont partiellement faits de briques rouges.
Le château étant aujourd'hui une propriété privée, ouverte au public une partie de l'année (de mai à septembre), il est aménagé en lieu de vie par ses occupants actuels, la famille Michaud.

### Le domaine
D'une superficie de 14 hectares, le domaine de l'Islette est caractérisé par le cours de l'Indre qui le traverse de telle sorte que le domaine est à cheval sur deux communes, Azay-le-Rideau et Cheillé (où se trouve le château même).
Le parc comprend plusieurs arbres centenaires : une allée de platanes, un noyer d’Amérique, des tilleuls, des marronniers, une végétation variée qui donne de l'agrément au lieu, en plus de la rivière qui apporte de la fraîcheur et permet d'accueillir une certaine population d'oies et de canards. Il est possible aux visiteurs de faire des balades en canot sur l'Indre.
Devant la façade sud du château s'étend un parc à l’anglaise, dessiné et planté vers les années 1830, qui forme « un écrin particip[ant] à l’harmonie d’ensemble du lieu ». Un jardin structuré répond ainsi à la façade sud du monument. « Les lignes, qui délimitent les carrés de rosiers, ne se veulent cependant pas trop strictes ; les saules nains leur apportent une douceur et une fluidité en continuité avec la nature environnante. » L'idée majeure est donc, comme pour bien d'autres châteaux de la Loire, de marier agréablement la beauté de l'architecture avec l'esthétique des jardins.
Sur le domaine se trouvent également un poulailler où sont élevées des gélines de Touraine, des clapiers, un pré accueillant un âne, une ponette et des moutons, une aire de jeux et une aire de pique-nique abritée. À proximité se trouve une ferme, dans laquelle les propriétaires déménagent provisoirement durant la saison touristique.

## Photographies

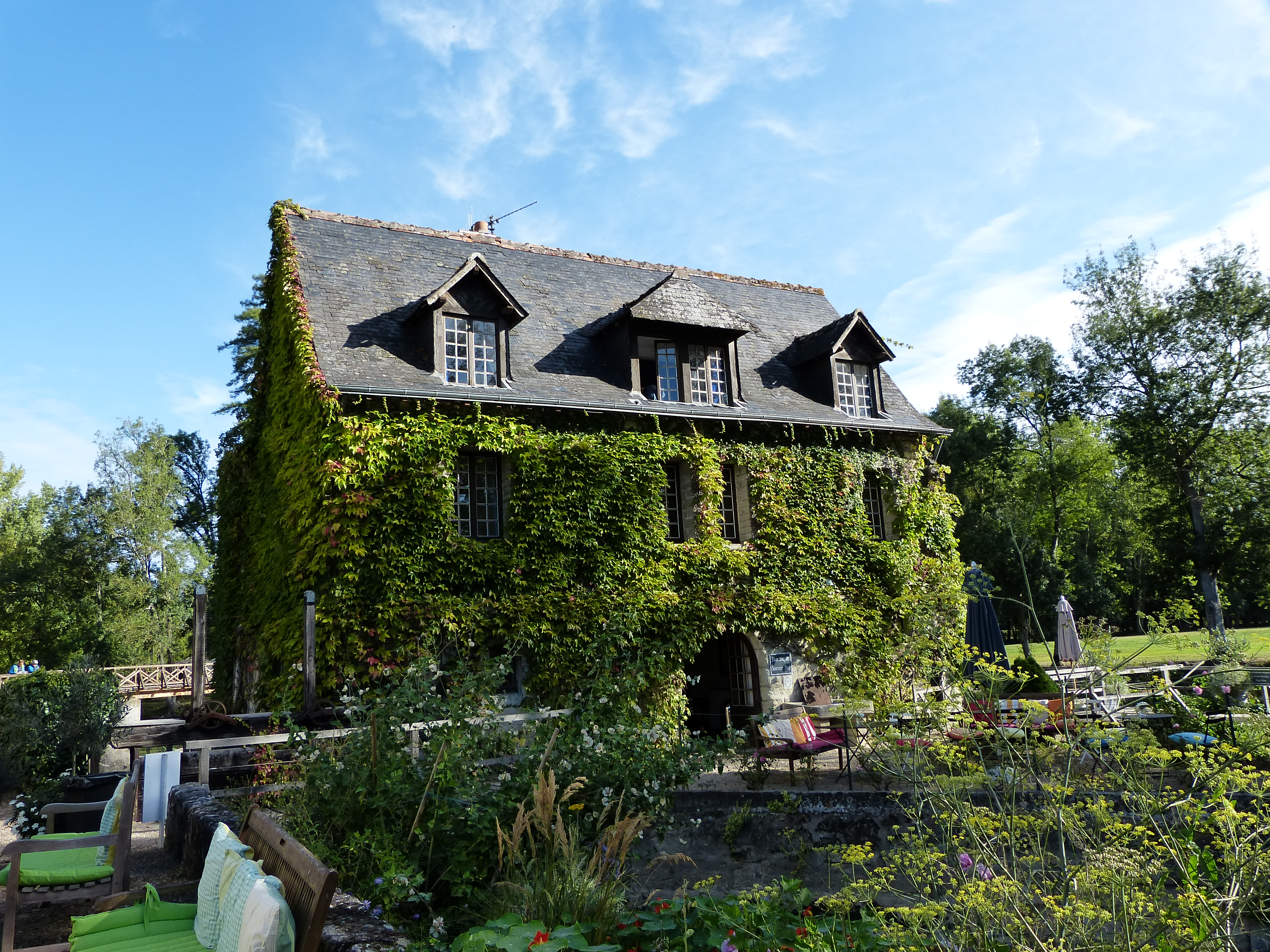
Ancien Moulin, dans les jardins du Château
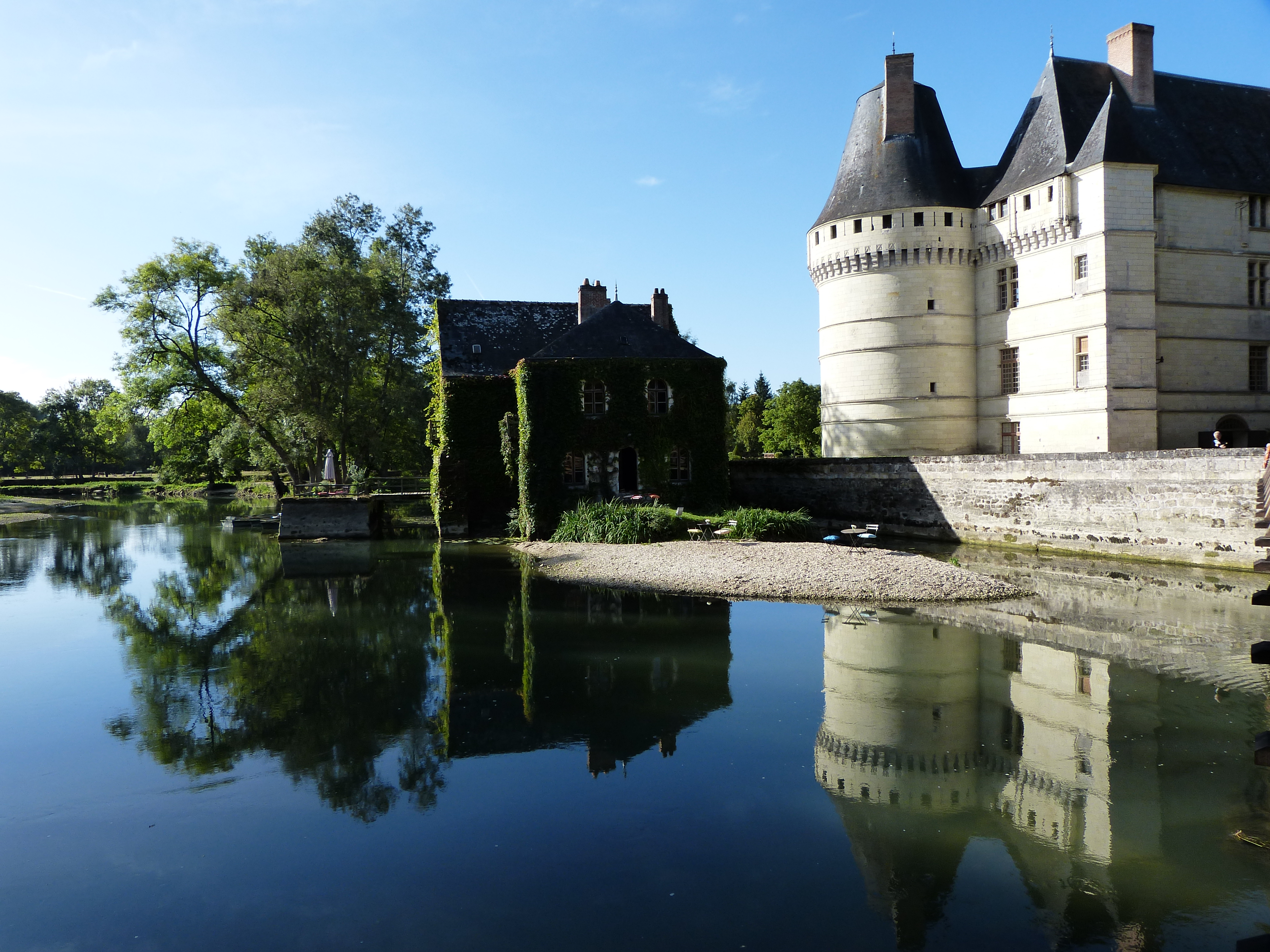
Un bras de l'Indre sous l'ancien moulin, au pied du Château
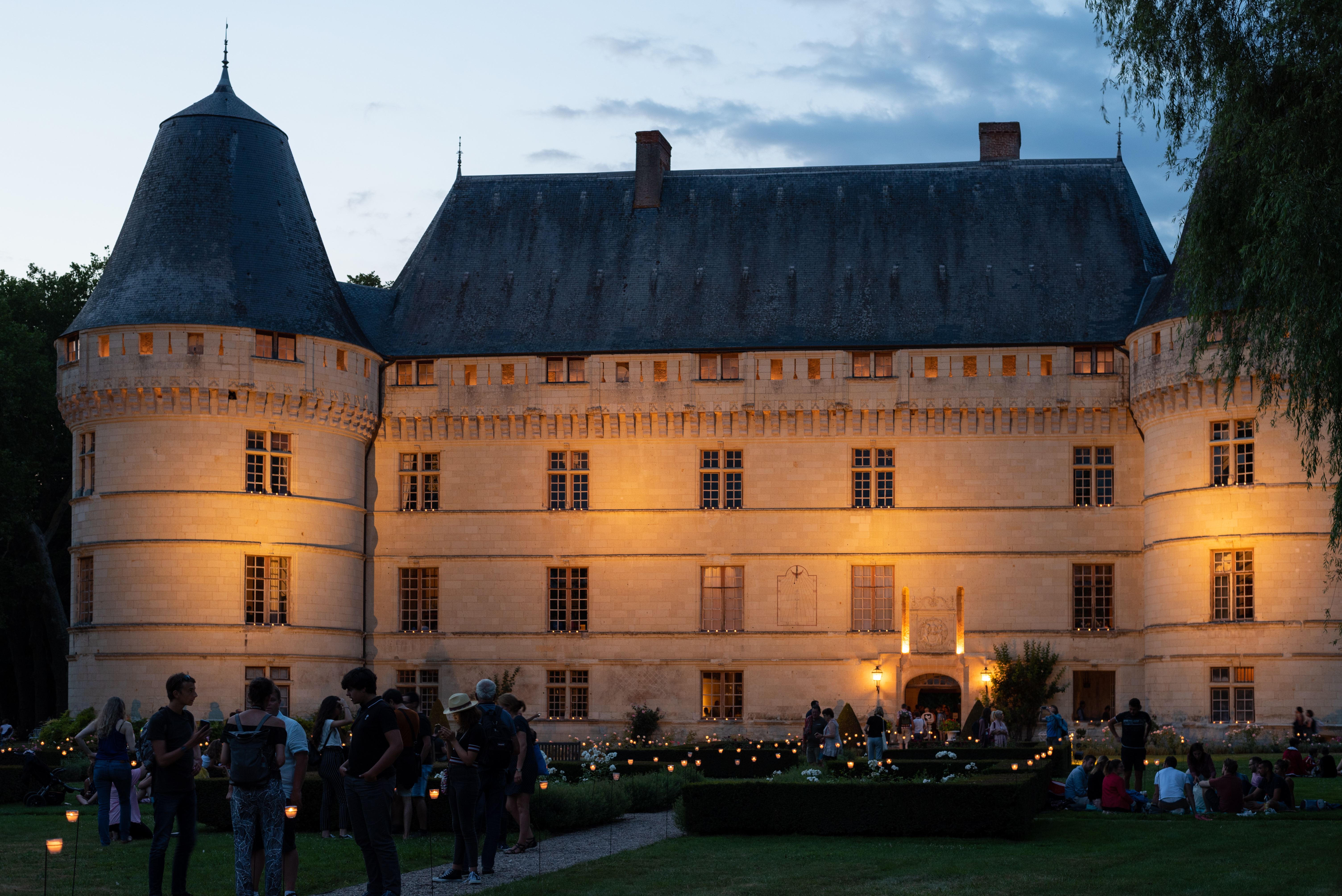
Façade sud du Château, à l'occasion d'une ouverture nocturne au public
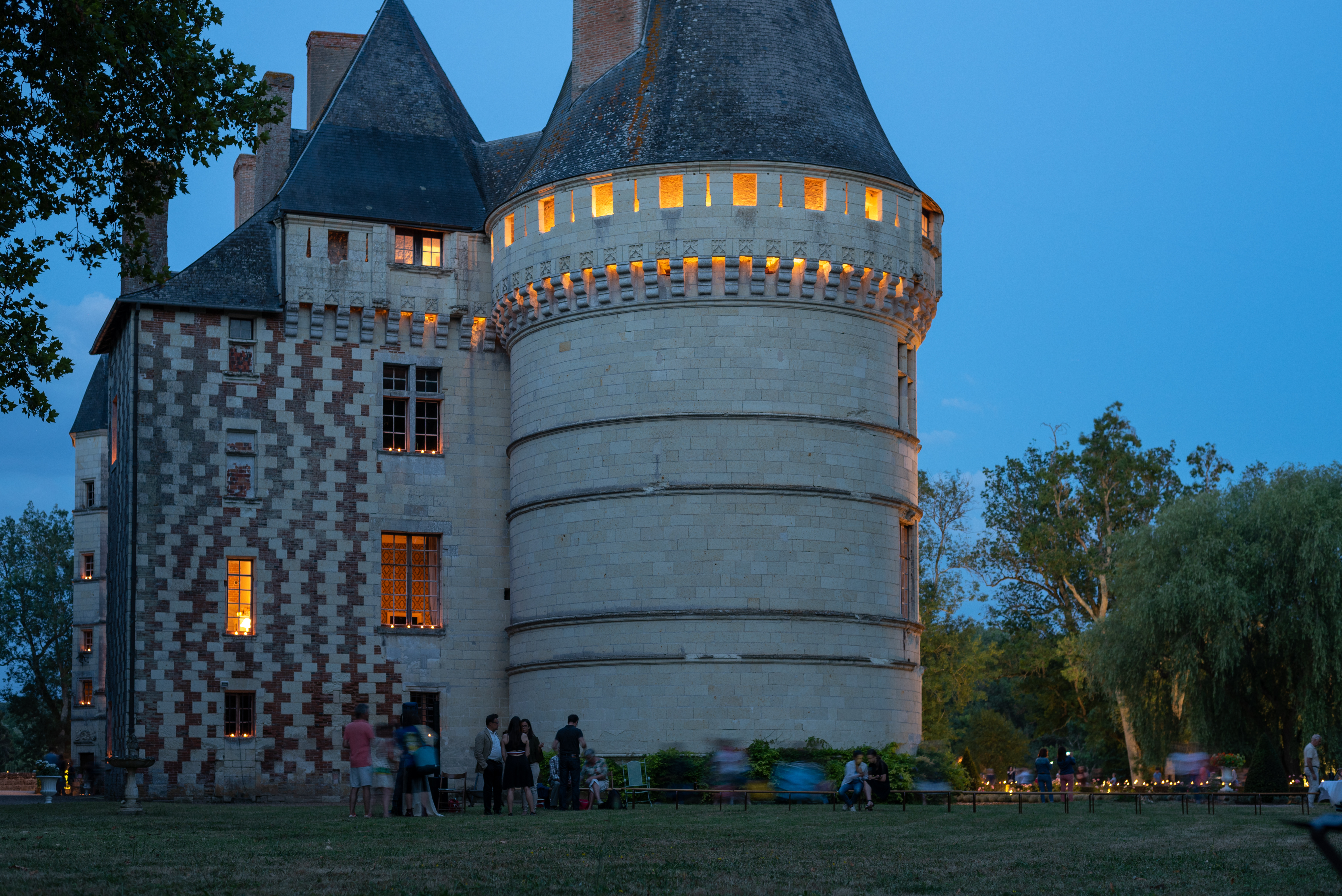
La tour ouest du Château. On peut observer à gauche l'aile "brique et pierre", seul reste de l'édifice qui précédait le château actuel.

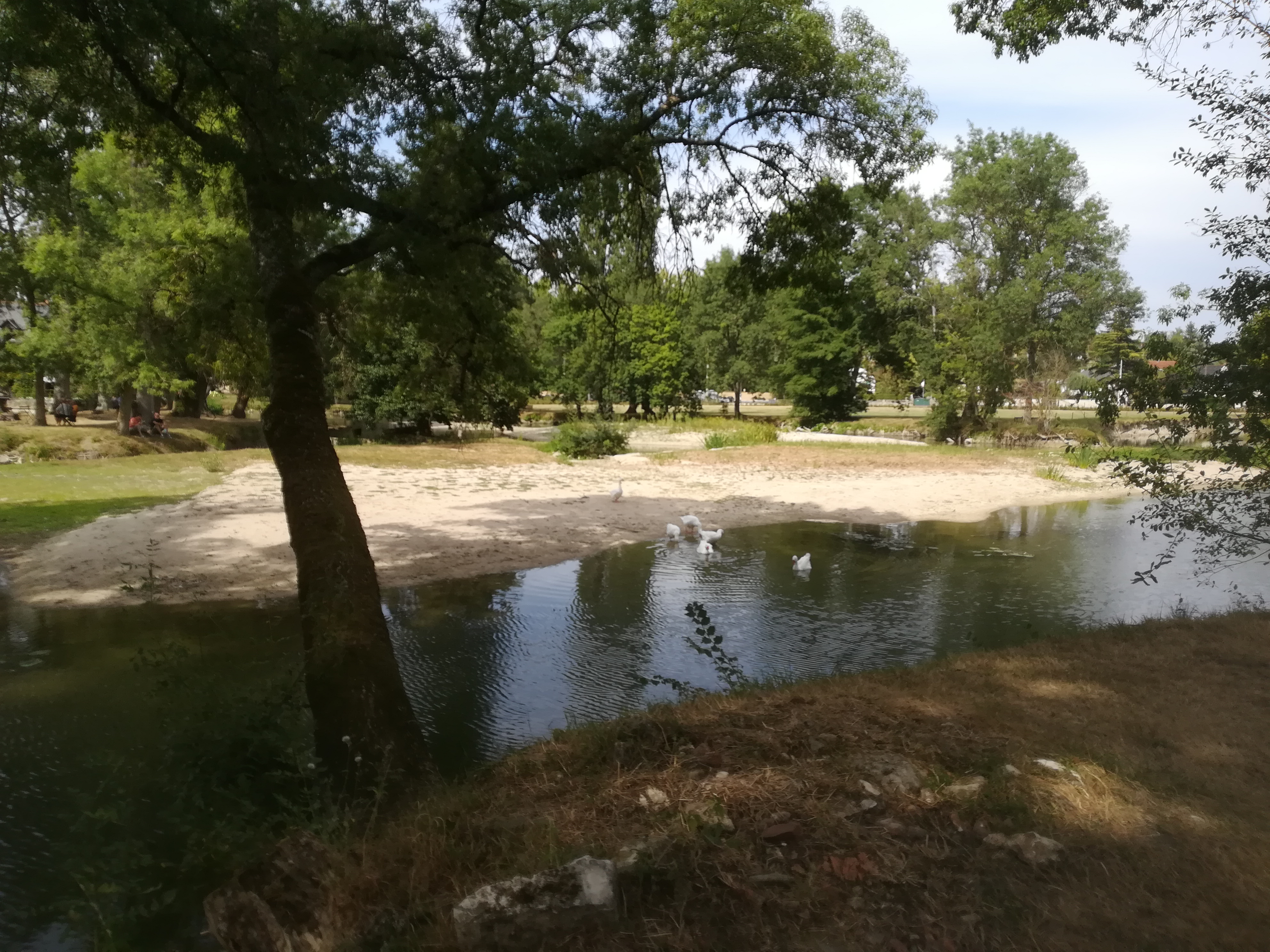
Île allongée sur l'Indre, à proximité du château de l'Islette, avec une petite population d'oies.
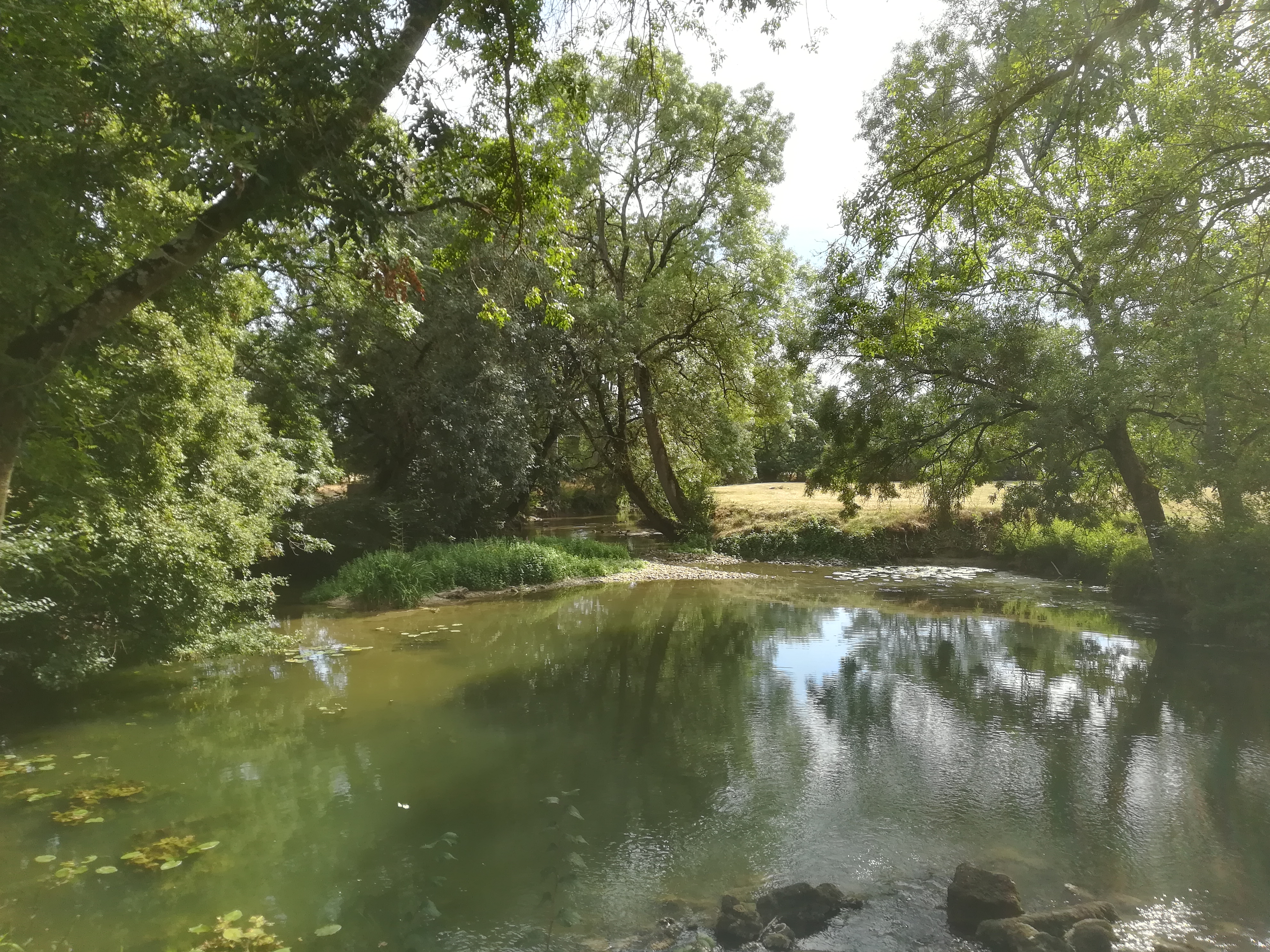
Mare au fond du domaine de l'Islette.
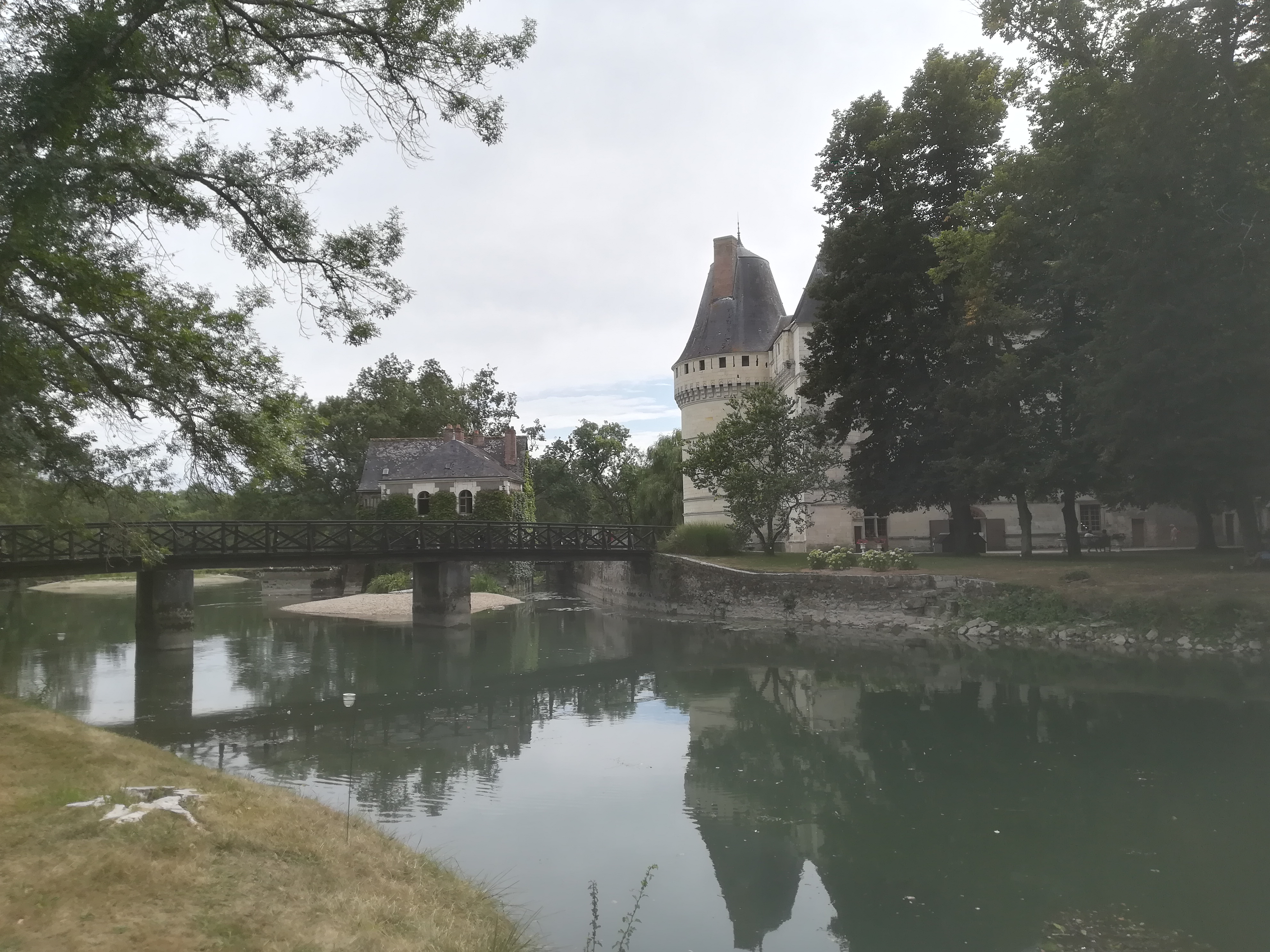
L'Indre coulant au pied du château, traversée par un pont. Derrière se trouve l'ancien moulin banal.
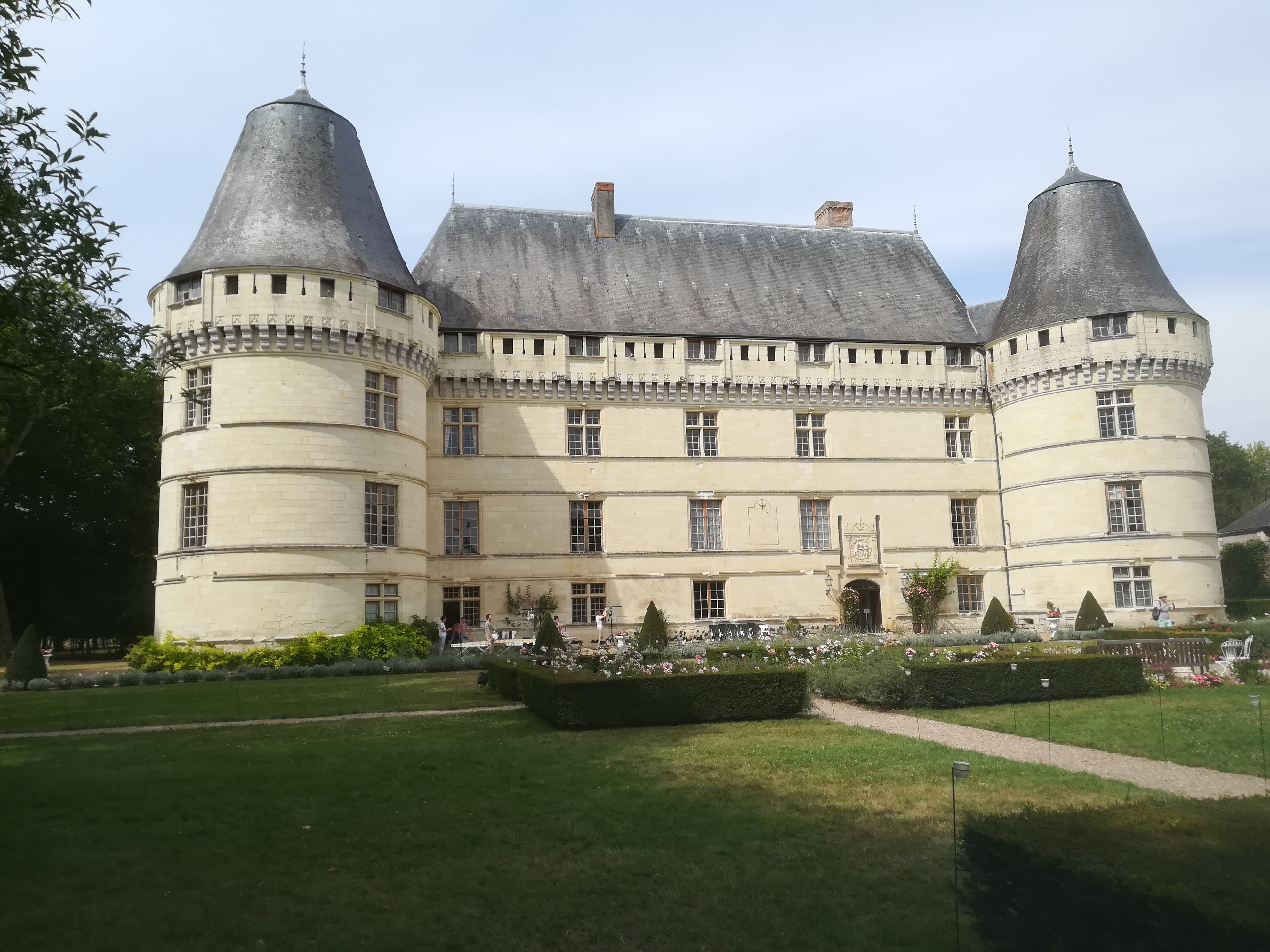
Le château de l'Islette, avec son jardin en devanture et ses allées de graviers.